# Вища атестаційна комісія України
Ви́ща атестаці́йна комі́сія Украї́ни (ВАК України) — колишній центральний орган виконавчої влади України, підвідомчий Кабінету Міністрів України. ВАК займався атестацією наукових і науково-педагогічних кадрів вищої кваліфікації. Станом на 2023 рік ці функції виконує Атестаційна колегія Міністерства освіти і науки України.

## Історія
ВАК України було утворено Указом Президента України від 25.02.1992 року № 100. Перший голова ВАК України — І. П. Дзюб (1992—1996 рр.).
ВАК України взяв за основу радянську модель спеціалізованих вчених рад, систему кодування і назв наукових спеціальностей, за якими захищаються дисертації на здобуття наукового ступеня кандидата наук і доктора наук.
9 грудня 2010 Вищу атестаційну комісію України ліквідовано, поклавши її функції на Міністерство освіти і науки, молоді та спорту України (на Атестаційну колегію Міністерства освіти і науки, молоді та спорту України). У 2013 році Міністерство освіти і науки, молоді та спорту України реорганізувалося на Міністерство освіти і науки України та Міністерство  молоді та спорту України.

## Структура
ВАК України очолював голова, якого призначав на посаду та звільняв з посади Президент України. Голова ВАК України мав заступників. У ВАК України були також посади заступників голови, вченого секретаря. Голова ВАК України ніс персональну відповідальність перед Президентом України та Кабінетом Міністрів України за виконання покладених на ВАК України завдань і здійснення нею своїх функцій, розподіляв обов'язки між заступниками і вченим секретарем, визначав ступінь відповідальності заступників, вченого секретаря, керівників структурних підрозділів ВАК України
Для розгляду найважливіших питань розвитку галузі, обговорення напрямів діяльності ВАК України, оперативного та узгодженого вирішення питань, що належали до компетенції ВАК України, діяла президія ВАК України, склад якої затверджував Кабінет Міністрів України. До складу президії входили голова ВАК України, його заступники та вчений секретар ВАК України за посадами, керівники інших центральних органів виконавчої влади, а також провідні вчені-представники державних академій наук і державних вищих навчальних закладів.
Склад президії затверджувався Кабінетом Міністрів України за поданням голови ВАК України терміном на 3 роки.
У ВАК України могли утворюватися консультативні та інші дорадчі органи. Склад і положення про ці органи затверджував голова ВАК України. Граничну чисельність працівників центрального апарату ВАК України та його структуру затверджував Кабінет Міністрів України.

## Завдання
Основними завданнями ВАК України були:
- формування та забезпечення функціонування системи атестації наукових і науково-педагогічних кадрів вищої кваліфікації;
- участь у формуванні та реалізації разом з іншими центральними органами виконавчої влади державної політики щодо перспектив розвитку науки і техніки, кадрового потенціалу країни з урахуванням світового рівня науково-технічного прогресу;
- забезпечення єдності вимог до рівня наукової кваліфікації здобувачів наукових ступенів, вченого звання старшого наукового співробітника;
- координація діяльності органів виконавчої влади і керівництво роботою науково-дослідних (науково-технічних) установ та вищих навчальних закладів у галузі атестації наукових і науково-педагогічних кадрів вищої кваліфікації;
- проведення атестації наукових і науково-педагогічних кадрів вищої кваліфікації;
- керівництво роботою з присудження наукових ступенів кандидата наук і доктора наук, присвоєння вченого звання старшого наукового співробітника;
- розвиток міжнародного співробітництва у галузі атестації наукових і науково-педагогічних кадрів вищої кваліфікації.

ВАК України у своїй діяльності керується Конституцією України, законами України, актами Президента України, Кабінету Міністрів України, а також Положенням про Вищу атестаційну комісію України.

## Ліквідація
Згідно з указом Президента України «Про оптимізацію системи центральних органів виконавчої влади», 16 вересня 2011 року ВАК України ліквідовано. Відповідно до п. 2 згаданого Указу від 9 грудня 2010 року, планувалося «Ліквідувати: …Вищу атестаційну комісію України, поклавши її функції на Міністерство освіти і науки, молоді та спорту України».